# Zachodnia Bośnia

Flaga z lat 1993–1995

Zachodnia Bośnia (bośniacki, chorwacki Republika Zapadna Bosna, serbski Република Западна Босна) – państwo istniejące podczas wojny w Bośni.
W 1993 lokalni muzułmańscy Bośniacy ogłosili wyłączenie zachodniej Bośni spod władzy rządu w Sarajewie i proklamowali autonomię pod nazwą Autonomiczna Prowincja Bośni Zachodniej (Autonomna Pokrajina Zapadna Bosna, Аутономна Покрајина Западна Босна). Stolicą nowej republiki zostało miasto Velika Kladuša, prezydentem został Fikret Abdić. Republika współpracowała z armią bośniackich Serbów w walce z V Korpusem Armii BiH.
W 1994 republikę zajęły wojska bośniackie, lecz zostały w ciągu roku wyparte przez Serbów. Przywrócono autonomię i wkrótce przemianowano ten kraj na Republikę Zachodniej Bośni. W 1995 na teren republiki wycofały się z Chorwacji Siły Zbrojne Republiki Serbskiej Krajiny. Rozbicie tych sił przez połączone siły bośniacko-chorwackie położyło kres istnieniu republiki, którą włączono do Federacji Bośni i Hercegowiny. Fikret Abdić do śmierci Franjo Tuđmana przebywał w Chorwacji nie niepokojony. Jednakże w 2002 roku stanął przed sądem oskarżony o śmierć 121 cywilów z rejonu Bihacia. Skazany został początkowo na 20 lat więzienia. Po apelacji wyrok zmniejszono do 15 lat.

Mapa wojennej Jugosławii – Republika Zachodniej Bośni zaznaczona na kolor khaki